# 給珍愛的未來
《給珍愛的未來》（愛すべき未来へ）為日本團體EXILE於2009年12月2日發行之7th錄音室專輯。

## 解說
- 前作《EXILE LOVE》之後為3張精選輯，約隔2年的第7張原創專輯，也是首次以日文標題作為標題的專輯。
- 另外本專輯為新生EXILE的首張專輯。標題的「給珍愛的未來」為4月所發行的「THE MONSTER ～Someday～」的B面曲（本作也有收錄）。
- DVD第1張收錄6首音樂錄影帶&幕後影像集。
- DVD第2張為今年春至夏的全國公演「EXILE LIVE TOUR 2009 "THE MONSTER" Tour」於琦玉縣「Saitama Super Arena」的公演紀實。
- 發行首日出貨量達100萬張。2009年日本唱片協會認定突破百萬出貨數量有GReeeeN的《塩、コショウ》、嵐的《1999-2009 完全精選!》、絢香的《ayaka's History 2006-2009》以來的第4張。另外，EXILE繼《EXILE BALLAD BEST》2張連續，第6張突破百萬的專輯。
- Oricon週間專輯榜初登場獲得冠軍。初動為2009年度發行的原創專輯的最高張數紀錄[1]。上Oricon4週後即突破百萬銷量。

## 發行版本
- CD ONLY
- CD+2DVD
- CD+2DVD+CD（EXILE CHRISTMAS） 初回限定盤

## 曲目

### X'mas Album 《EXILE CHRISTMAS》（初回限定盤限定）
1. Silent Night
編曲：中野雄太
2. 夢見るようなクリスマス 如夢般的聖誕節
作詞：谷中敦 / 作曲：Quadraphonic / 編曲：Quadraphonic, iccha
「LaLaport TOKYO-BAY Xmas2009」電視形象歌曲。
3. Lovers Again
作詞：松尾潔 / 作曲：Jin Nakamura / 編曲：中野雄太
22nd單曲。
4. HOLY NIGHT
作詞：ATSUSHI / 作曲：Daisuke “DAIS” Miyachi / 編曲：今剛
21st單曲「Everything」的B面曲
5. I Believe
作詞：TAKAHIRO / 作曲：浅田将明 / 編曲：中野雄太
26th單曲。
東武鐵道「西新井站前複合都市開發」廣告曲
6. LAST CHRISTMAS
作詞・作曲：喬治·麥克 / 日本語詞：松尾潔 / 編曲：中野雄太
29th單曲。
7. 愛すべき未来へ 給珍愛的未來（音樂盒版本）
作詞：ATSUSHI / 作曲：宅見将典 / 編曲：Kayo Tsuchiya
30th單曲「THE MONSTER 〜Someday〜」收錄曲。

### DISC1/CD Album
1. Someday / (Vocal：ATSUSHI, TAKAHIRO)
作詞：ATSUSHI / 作曲：miwa furuse / 編曲：h-wonder
30th單曲「THE MONSTER 〜Someday〜」標題曲。
豐田汽車「WISH」廣告曲。
2. SHOOTING STAR / (Vocal：ATSUSHI, TAKAHIRO)
作詞：Kenn Kato / 作曲・編曲：ERIK LIDBOM
32nd單曲「THE GENERATION 〜兩人的唇〜」收錄曲。
日本電視台「FIVB World Grand Champions Cup 2009」形象曲。
3. Your Smile / (Vocal：ATSUSHI, TAKAHIRO)
作詞：TAKAHIRO / 作曲・編曲：浅田将明
TBS電視台「全日本実業団対抗駅伝競走大会」主題曲。
4. 優しい光 溫柔光芒 / (Vocal：ATSUSHI, TAKAHIRO)
作詞：ATSUSHI / 作曲・編曲：春川仁志
31st單曲「THE HURRICANE 〜FIREWORKS〜」收錄曲。
Meiji「フラン ホイップス」廣告曲。
5. If ～I know～ / (Vocal：ATSUSHI, TAKAHIRO)
作詞：ATSUSHI / 作曲：成本智美 / 編曲：中野雄太
Meiji「Fran オリジナル」電視廣告曲。
6. Ti Amo 我愛你 / (Vocal：ATSUSHI, TAKAHIRO)
作詞：松尾潔 / 作曲：Jin Nakamura, 松尾潔 / 編曲：Jin Nakamura
28th單曲「The Birthday 〜Ti Amo〜」標題曲。
Meiji「メルティーキッス」電視廣告曲。
7. ふたつの唇 兩人的唇 / (Vocal：ATSUSHI, TAKAHIRO
作詞：松尾潔 / 作曲・編曲：Jin Nakamura
32nd單曲「THE GENERATION 〜兩人的唇〜」標題曲。
富士電視台月9連續劇「東京DOGS」主題歌。
索尼愛立信「au BRAVIA(R) Phone U1」廣告曲。
8. A leaf ～螺旋状のサヨナラ～ A leaf ～螺旋式的再見～ / (Vocal：ATSUSHI, TAKAHIRO)
作詞：秋元康 / 作曲：高木宏明 / 編曲：h-wonder
日本電視台「NNN News REALTIME」REAL SPORTS 2009年12月・2010年1月主題曲。
新成員TETSUYA加入演唱的歌曲。
9. Heavenly White / (Vocal：ATSUSHI, TAKAHIRO)
作詞：小竹正人 / 作曲・編曲：春川仁志
富士電視台月9連續劇「東京DOGS插入曲。
10. THE NEXT DOOR / (Vocal：ATSUSHI, TAKAHIRO)
作詞・作曲：lil' showy / 編曲：中野雄太
30th單曲「THE MONSTER 〜Someday〜」收錄曲、配信單曲。
11. FIREWORKS / (Vocal：ATSUSHI, TAKAHIRO, NESMITH, SHOKICHI)
作詞：michico, P-CHO, GS, KUBO-C, TOMOGEN / 作曲：T. Kura, michico / 編曲：T. Kura
31st單曲「THE HURRICANE 〜FIREWORKS〜」標題曲。
「Sky PerfecTV! EXILE TV」廣告曲。
12. GENERATION / (Vocal：ATSUSHI, TAKAHIRO, NESMITH, SHOKICHI)
作詞：Kenn Kato / 作曲：BACH LOGIC, ERIK LIDBOM / 編曲：BACHLOGIC
30th單曲「THE MONSTER 〜Someday〜」收錄曲。
13. Angel / (Vocal：ATSUSHI, TAKAHIRO, NESMITH, SHOKICHI)
作詞：ATSUSHI / 作曲・編曲：原一博
TBS電視台「ひるおび!」12月的片尾曲。
14. forever love / (Vocal：ATSUSHI)
作詞：ATSUSHI / 作曲：Arno Lucas, Jerome Dufour / 編曲：Arno Lucas, Kenji Sano
ATSUSHI獨唱歌曲。
另外是1st專輯《our style》以來首次收錄獨唱曲。
15. 愛すべき未来へ 給珍愛的未來 / (Vocal：ATSUSHI, TAKAHIRO)
作詞：ATSUSHI / 作曲・編曲：宅見将典
30thシングル「THE MONSTER 〜Someday〜」收錄曲。
Daiwa House Special「地球ゴージャス」企劃公演Vol.10「星の大地に降る涙」主題歌。
此為本專輯的標題曲。

### DISC2/DVD
<Video Clip>
- The Beginning Of EXILE GENERATION
- Someday
- FIREWORKS
- 優しい光 溫柔光芒
- ふたつの唇 兩人的唇（完全版）
- Someday（小朋友版本）
- 愛すべき未来へ 給珍愛的未來

<Making映像>
- The Beginning Of EXILE GENERATION (Making)
- Someday (Making)
- Someday（小朋友版本）(Making)
- FIREWORKS (Making)
- ふたつの唇 兩人的唇(Making)

### DISC3/DVD
EXILE LIVE TOUR 2009 "THE MONSTER" Tour Document Movie with Tour Final Live (2009.8.16 Saitama Super Arena)

## 脚注
1. ↑  オリコン. . 2009-12-08  [2009年12月15日]. （原始内容存档于2009-12-12） （日语）.

## 外部連結
- （日語）「給珍愛的未來」日本特設網站
- （中文）「給珍愛的未來」台灣特設網站 （页面存档备份，存于）